# رایان لیت
رایان لیت (به انگلیسی: Ryan Leet) یک کشتی است که طول آن ۶۶٫۷۰ متر (۲۱۸ فوت ۱۰ اینچ) می‌باشد. این کشتی در سال ۱۹۷۸ ساخته شد.